# Non è un paese per vecchi
Non è un paese per vecchi (No Country for Old Men) è un romanzo scritto nel 2005 dallo scrittore statunitense Cormac McCarthy, vincitore del premio Pulitzer per la narrativa nel 2007 con il romanzo La strada.
Pubblicato in Italia nel 2006 da Einaudi, nella collana Supercoralli, poi ristampato nel 2007 nella collana tascabile Super ET, con traduzione di Martina Testa.

## Trama
Terrell County, Texas, 1980. Llewelyn Moss, un operaio texano trentaseienne, reduce della guerra del Vietnam, mentre è a caccia di antilopi nei territori selvaggi al confine con il Messico, si trova casualmente sulla scena di un recente regolamento di conti tra trafficanti di droga provenienti da oltre frontiera. In uno dei pick-up crivellati da colpi di vario calibro, tra le vittime della sparatoria, l'uomo trova un messicano morente, che gli chiede dell'acqua. Alle sue spalle, sul pianale del furgoncino, una grande catasta di panetti di eroina, ma nessun segno del denaro. Messosi alla ricerca del probabile sopravvissuto, lo trova morto sotto un albero con a fianco una cartella contenente 2,4 milioni di dollari.
Credendo nel colpo di fortuna che cambia la vita, decide di trattenere il bottino e fugge dalla scena del crimine. Questa decisione impulsiva lo sprofonda automaticamente in un incubo di rimorso. Durante la notte torna a soccorrere con una brocca l'unico superstite ferito, il messicano che gli aveva chiesto dell'acqua, ma Moss lo trova morto ucciso e viene poco dopo intercettato da un camion sbucato dal fondo di una valle. Dopo un rocambolesco inseguimento, il giovane si trova quindi costretto a fuggire dalla roulotte in cui vive da tre anni con la moglie Carla Jean e soprattutto mandare la sua consorte al sicuro nella casa di sua madre a Odessa. Viene così braccato da una congrega di pericolosissimi narcotrafficanti incaricati di recuperare i soldi, tra cui spicca un killer sadico e diabolico, Anton Chigurh, che nelle sue implacabili esecuzioni predilige uno strumento di morte inconsueto, una pistola ad aria compressa che spara uno stantuffo metallico, normalmente utilizzata nei mattatoi per uccidere il bestiame e che rappresenta un prototipo della più moderna pistola a proiettile captivo.
Lo sceriffo Ed Tom Bell, anziano tutore dell'ordine della contea, si mette sulle tracce del fuggitivo, sperando di trovarlo per primo, in modo tale da aiutarlo a sfuggire alla micidiale rete di assassini che si sta serrando su di lui. Bell inoltre è ossessionato dagli orrori della seconda guerra mondiale a cui è stato partecipe, colpito dai rimorsi per aver perso molti suoi commilitoni in un attacco d'artiglieria tedesca e decorato con la Stella di Bronzo. Nel frattempo, Carson Wells, un ex-ufficiale dei Berretti Verdi ai tempi del Vietnam, è anch'egli alla ricerca del bottino in mano a Moss. Durante una brutale sparatoria che si riversa attraverso il confine, Moss e Chigurh vengono feriti. Moss viene ricoverato in un ospedale messicano, mentre Chigurh cura se stesso in un motel utilizzando dei medicinali rubati. Nel corso della convalescenza, Moss riceve la visita di Wells, il quale gli propone di offrire protezione in cambio dei soldi presi e gli dà il suo numero di telefono.
Dopo essersi ripreso dalle ferite, Chigurh abbandona la stanza del motel dove alloggiava e uccide Wells. Dopodiché telefona a Moss e lo invita a consegnare il bottino con la minaccia di uccidere sua moglie. Tuttavia, Moss si ribella e poco dopo chiama Carla, ordinando a lei di stabilire un punto d'incontro in un motel di El Paso. Dopo molte discussioni, la giovane decide di informare lo sceriffo Bell sulla sua posizione, ma sfortunatamente per lei e suo marito questa chiamata viene intercettata e rivela la posizione di Moss ad alcuni dei suoi cacciatori.
Al motel, lo sceriffo Bell arriva e trova Moss assassinato da una banda di narcotrafficanti messicani assieme ad una autostoppista sedicenne. Più tardi quella notte, Chigurh arriva sulla scena del crimine e recupera di nascosto la borsa in un condotto d'aria nella camera di Moss. Dopodiché, la mattina seguente, si presenta dal misterioso capo dell'organizzazione a cui riconsegna il denaro e presenta le proprie credenziali.
Successivamente si reca a casa di Carla Jean, uccidendola dopo aver lanciato una moneta per decidere il suo destino. Subito dopo, tornando indietro, viene investito da una macchina, che lo lascia gravemente ferito ma ancora vivo. Dopo aver corrotto un paio di adolescenti per mettere a tacere l'incidente, si allontana zoppicante lungo la strada, mentre lo sceriffo Bell, sconfortato dai cambiamenti che sente essere sopraggiunti nel paese, va in pensione.
Il racconto, intervallato dalle rassegnate riflessioni dello sceriffo Bell, nella sua asciuttezza diventa anche uno strumento per interrogarsi sul significato dell'esistenza umana e sulla presenza di un disegno superiore che determina e guida le scelte che si compiono, anche quelle tragicamente sbagliate. Al tempo stesso, assistendo a questa insensata mattanza di cui è quasi un passivo testimone, lo sceriffo riflette sulla deriva morale del genere umano e sulla barbarie a cui sembra destinato fin dall'alba dei tempi.

## Personaggi
- Sceriffo Ed Tom Bell: il protagonista, è uno sceriffo reduce della seconda guerra mondiale che indaga sulla scia di delitti che si intensificano nella sua contea, anche quando lotta per affrontare la enormità dei crimini che sta tentando di risolvere. I suoi ricordi servono come parte della narrazione del romanzo.
- Anton Chigurh: killer atipico, si mette alla ricerca di Moss per recuperare il denaro sottratto da questi. Età tra i 30 e i 40 anni, carnagione scura e occhi azzurri come lapislazzuli. È armato (anche) di una pistola da mattatoio ad aria compressa che spara cilindri di metallo.
- Llewelyn Moss: un operaio reduce della guerra del Vietnam principale bersaglio del killer Chigurh per avere rubato una borsa piena di denaro a un'organizzazione di narcotrafficanti.
- Carla Jean Moss: giovanissima moglie diciannovenne di Llewelyn.
- Carson Wells: un altro killer ed ex-tenente colonnello dei Berretti Verdi durante la guerra del Vietnam, che viene assunto per recuperare il denaro da Chigurh.

## Edizioni
- Cormac McCarthy, Non è un paese per vecchi, traduzione di Martina Testa, Einaudi, 2007,  p. 251, ISBN 978-8806233983.

## Curiosità
- Non è un paese per vecchi è un verso di una poesia di William Butler Yeats intitolata Sailing to Byzantium
- L'opera è caratterizzata dallo stile asciutto e freddamente descrittivo tipico dello scrittore. Da notare la trascrizione dei discorsi diretti senza uso delle virgolette.
- Dal romanzo è tratto il film omonimo (vincitore di 4 Premi Oscar) diretto da Joel e Ethan Coen, interpretato da Tommy Lee Jones, Josh Brolin e Javier Bardem, rispettivamente nei ruoli dello sceriffo Bell, di Moss e di Chigurh.